# Ernst A. Bettag
Ernst Albert Bettag (* 18. April 1929 in Fürth; † 21. April 2003 ebenda) war ein deutscher Spielzeugfabrikant. Er war der Erfinder des Bobby-Cars.

## Leben

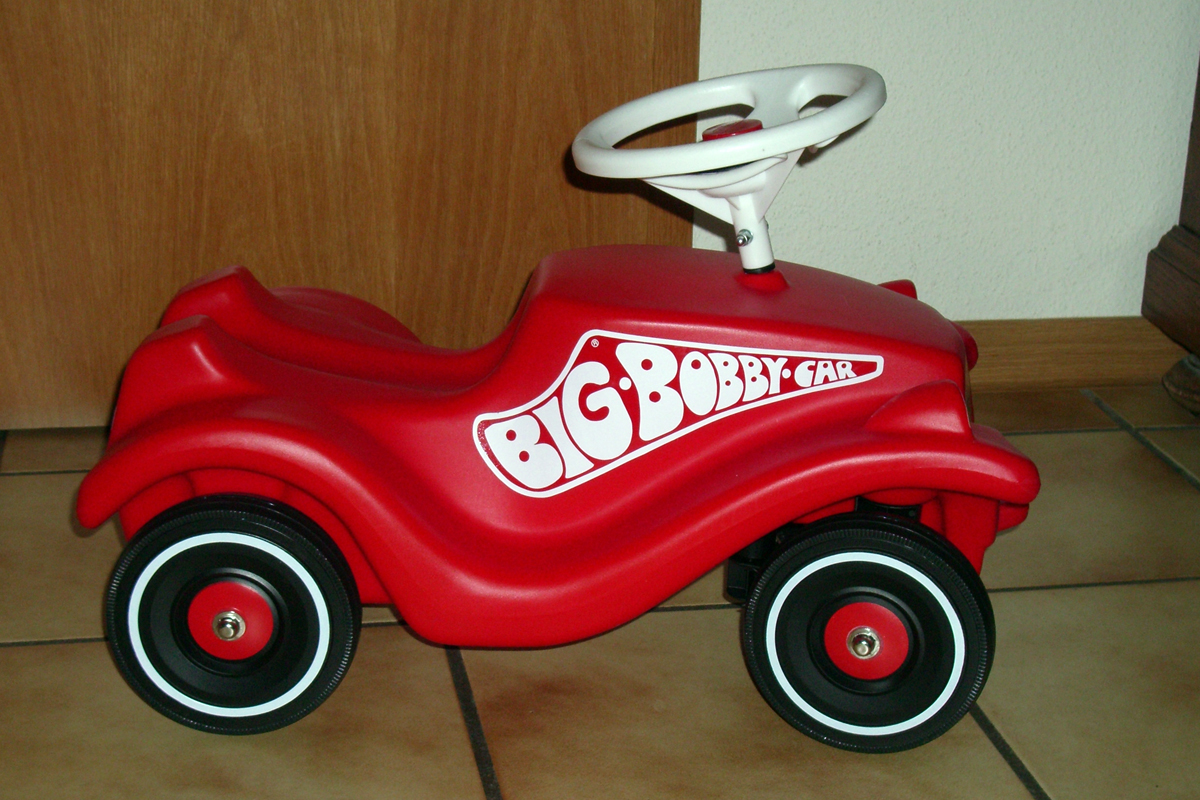
Bobby-Car

Bettag erwarb 1954 sein Elektronik-Ingenieur-Diplom an der Technischen Hochschule München. Danach war er kurz in den USA, kam mit vollen Auftragsbüchern nach Franken zurück und übernahm die angeschlagene Metallwarenfabrik Jean Hoefler seines Schwiegervaters Leonhard Hoefler, die Blechspielzeug produzierte. Die Blechautoserie „Racing-Car“ brachte Bettag den ersten Millionenumsatz, bezogen sowohl auf die Stückzahlen als auch auf den Umsatz. Er verkaufte die alten Blechpressen und rüstete 1956 die Produktion auf Kunststofffertigung um. Seit 1962 wurde auch der Unternehmensname „BIG“ benutzt.
Im Jahr 1968 wurde das erste Bettag-Produkt mit dem Büffel vorgestellt, ein Boot, das 350.000-mal verkauft wurde. Zwischen 1969 und 1972 baute Bettag die neue Fabrik bei Fürth-Stadeln für über 20 Millionen Mark.
Mit dem Bobby-Car kam er 1972 auf den Markt. Anfänglich stammt die Kundschaft fast ausschließlich aus den USA. Er erreichte später einen Umsatzanteil von 28 bis 30 Prozent.
Die ersten Play-BIG-Figuren erschienen 1975, die besonders in Europa verkauft wurden. In Großbritannien wurden die Figuren unter dem Namen Busy Bodies von Playcraft vertrieben. Nach einem Rechtsstreit wurden sie jedoch durch Playmobil vom Markt verdrängt.
Nachdem die Fabrik Big Spielwarenfabrik GmbH & Co KG im Jahr 1998 in Fürth abgebrannt war, kurbelte er die Produktion im Tochterunternehmen Hoefler bei Burghaslach wieder an und baute dort von Januar 2001 bis September 2002 eine der modernsten Spielzeugfabriken der Welt.
Nach seinem Tod war sein Unternehmen über ein Jahr ohne klare Führungsstruktur, bevor es an die Simba-Dickie-Group verkauft wurde.
Bettag war verheiratet und hatte gemeinsam mit seiner Frau Charlotte drei Söhne.